# Partido Liberal de Chile (2013)
El Partido Liberal de Chile (PL) es un partido político chileno de centro a centroizquierda fundado el 26 de enero de 2013 por el actual diputado, y expresidente de la Cámara de Diputadas y Diputados, Vlado Mirosevic. 
Actualmente cuenta con cinco parlamentarios electos y posee reconocimiento legal en las regiones de Arica y Parinacota, Tarapacá, Antofagasta, Valparaíso, Metropolitana, Biobío y Los Lagos.
En las elecciones regionales y municipales de 2024, el partido logró elegir al alcalde Jonathan Opazo de Lampa, al CORE Óscar Pantoja en la circunscripción Arica y a 23 concejales.
Es uno de los partidos fundadores de la coalición denominada Socialismo Democrático, alianza política socialdemócrata y socioliberal que, desde marzo de 2022, integra el gobierno de Gabriel Boric junto a Apruebo Dignidad.

## Historia

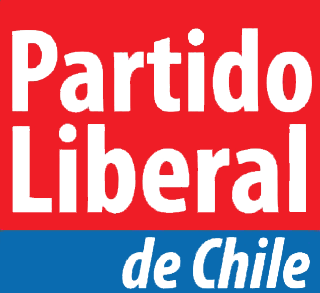
Primer logotipo del partido inscrito ante el Servicio Electoral de Chile, en enero del 2013.

El partido tiene sus orígenes en ChilePrimero, movimiento político fundado en 2007 por un grupo de disidentes de la Concertación encabezados por el exsenador y exministro de Estado de Salvador Allende; Fernando Flores Labra.
Luego de un quiebre con los antiguos fundadores, el 26 de enero de 2013, el partido fue fundado oficialmente como Partido Liberal de Chile, realizando un cambio de nombre a la inscripción existente de ChilePrimero ante el Servicio Electoral de Chile.
El partido fue fundado por jóvenes, en su mayoría menores de 35 años de edad. Según cuenta Vlado Mirosevic en su libro «Liberales Plebeyos», la mayoría de sus fundadores —además de ser jóvenes— eran de clase media y no tenían militancia política previa.

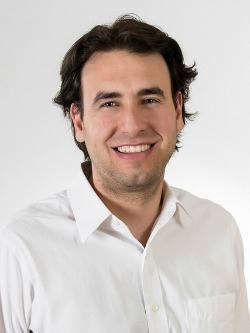
Vlado Mirosevic, primer presidente del partido y diputado 2014-2022.

Desde abril de 2013, el PL comenzó a participar de los encuentros de la Internacional Liberal. Primero en Beirut, luego en Ciudad de Guatemala, donde fue aceptado como miembro observador, en Róterdam donde fue confirmado como observador y finalmente el 29 de octubre de 2015 donde fue aprobado por unanimidad como miembro pleno en el 60.º Congreso celebrado en el Distrito Federal de México.[cita requerida]
El 15 de junio de 2013, el partido anunció la formación de un pacto electoral con el Partido Progresista (PRO) y decidió entregar su apoyo a Marco Enríquez-Ominami como candidato a la presidencia para la elección de 2013. El pacto, nombrado "Si tú quieres, Chile cambia", incluyó al Partido Liberal con un centenar de candidatos a diputados, senadores y a consejeros regionales. En las elecciones parlamentarias de 2013 logró elegir a su presidente, Vlado Mirosevic, como diputado por el distrito 1 (Región de Arica y Parinacota).
En febrero de 2014 fue nuevamente declarado como disuelto tras no alcanzar el porcentaje mínimo de sufragios para su supervivencia. Ese mismo año, cambió de nombre a Partido Progresista del Norte (Pronor) y el 9 de junio de 2014 se fusionó instrumentalmente y de forma administrativa con el Partido Progresista. Inmediatamente después el Partido Liberal de Chile inició nuevamente los trámites para inscribirse legalmente como partido político, bajo el mismo nombre, los cuales concluyeron el 2 de febrero de 2016 cuando el partido fue reconocido legalmente. El 7 de junio fue inscrito en la Región de Antofagasta y el 4 de julio en la Región de Tarapacá.
En 2017 se unió a la coalición Frente Amplio y apoyó la candidatura presidencial de la periodista Beatriz Sánchez. En las elecciones parlamentarias de aquel año logró la elección de dos diputados (la reelección de Mirosevic en Arica y la de Alejandro Bernales en la Región de Los Lagos).
Luego de no alcanzar el 3% de los votos en la elección de diputados el partido quedó en riesgo de ser disuelto. Para evitar aquello se intentó constituir el Partido Liberal del Norte, con el que se iba a fusionar de manera instrumental. Dicha inscripción fue rechazada por el Servicio Electoral, por lo que la colectividad fue disuelta en mayo de 2018. El PL anunció que recurrirá al Tribunal Calificador de Elecciones (TRICEL) para apelar a esta medida. En noviembre de ese mismo año el TRICEL acogió la reclamación respecto del Partido Liberal del Norte, por lo que el SERVEL debió inscribir legalmente dicha colectividad, la que al ser constituida apareció como Partido Liberal de Chile.
El 5 de diciembre de 2020 fue anunciado que su Consejo General decide retirarse del Frente Amplio, debido recientes resultados electorales en primarias y a los acercamientos de la coalición hacia el Partido Comunista, lo cual iría en contra de la postura representada por el diputado Vlado Mirosevic, quien manifestó anteriormente que participaban de la coalición siempre y cuando el Frente Amplio no solo sea de izquierda, sino que se ampliase además al centro reformista. El 16 de diciembre, los diputados Vlado Mirosevic y Alejandro Bernales establecieron un nuevo comité parlamentario, llamado "Liberal-Socialista", junto a exdiputados del Frente Amplio y cuatro diputados del Partido Socialista.
El 22 de diciembre, el Partido Liberal anunciaba su acercamiento a la ex Concertación a través de una eventual nueva alianza denominada "Polo Social Demócrata", que integra a socialistas, radicales, progresistas, militantes del PPD y exdiputados de Revolución Democrática en miras a las elecciones de constituyentes para 2021. El 30 de diciembre del mismo año el Partido Liberal anunciaba la creación de una nueva plataforma política llamada «Nuevo Trato», conformada por figuras bacheletistas, los diputados Natalia Castillo y Pablo Vidal (quienes renunciaron a Revolución Democrática en semanas anteriores), y figuras independientes del mundo civil, como el jurista Agustín Squella y la expresidenta FEUC por la NAU Sofía Barahona, entre otros.
El 13 de abril de 2021, el Partido Liberal en conjunto con la plataforma política Nuevo Trato, proclamaron al diputado Pablo Vidal como candidato presidencial en miras a las elecciones presidenciales de 2021, siendo la última candidatura oficializada por la Oposición. Inicialmente, el Partido Liberal y Nuevo Trato habían aceptado ir a una primaria presidencial con Unidad Constituyente, sin embargo, tras un complejo escenario en la centroizquierda, dichas primarias no se pudieron realizar y Pablo Vidal vio obligado a bajar su candidatura presidencial, junto al abanderado del PPD Heraldo Muñoz, para así favorecer a la abanderada del Partido Socialista, Paula Narváez. Finalmente, en la consulta ciudadana de Unidad Constituyente resultó vencedora la senadora Yasna Provoste (PDC). Provoste no llegó a la segunda vuelta, por lo que el PL decidió apoyar en el balotaje al candidato Gabriel Boric.
A finales de 2021, el Partido Liberal, junto con el PS, PR y PPD conformó una plataforma de coordinación parlamentaria conocida como Socialismo Democrático. Tras su victoria en el balotaje, Boric decidió incluir a este grupo en su gabinete, considerando al PL con la designación de Juan Carlos García como ministro de Obras Públicas.
Para las elecciones de consejeros constitucionales, el partido tomó la decisión de ir en una lista electoral con el Partido Socialista y los partidos de Apruebo Dignidad en el pacto Unidad para Chile, luego de haber manifestado su deseo de que Socialismo Democrático acudiera de forma unitaria en cualquier lista, sin renunciar a la posibilidad de acudir en una lista única de la Alianza de Gobierno, lo cual no pudo lograrse luego de la negativa del Partido por la Democracia y el Partido Radical a acudir en una sola lista. Aun así, el presidente de la colectividad, Patricio Morales manifestó que este no era el fin de la coalición del Socialismo Democrático, y que esta decisión era únicamente de fin electoral.
Luego del segundo cambio de gabinete del Presidente Boric, el PL pierde su puesto dentro del Gabinete Ministerial, lo que provoca un remezón dentro del partido, haciendo así que se dé paso a una nueva directiva, saliendo de la presidencia del PL abrupta de Patricio Morales y asumiendo Juan Carlos Urzúa.

## Ideología

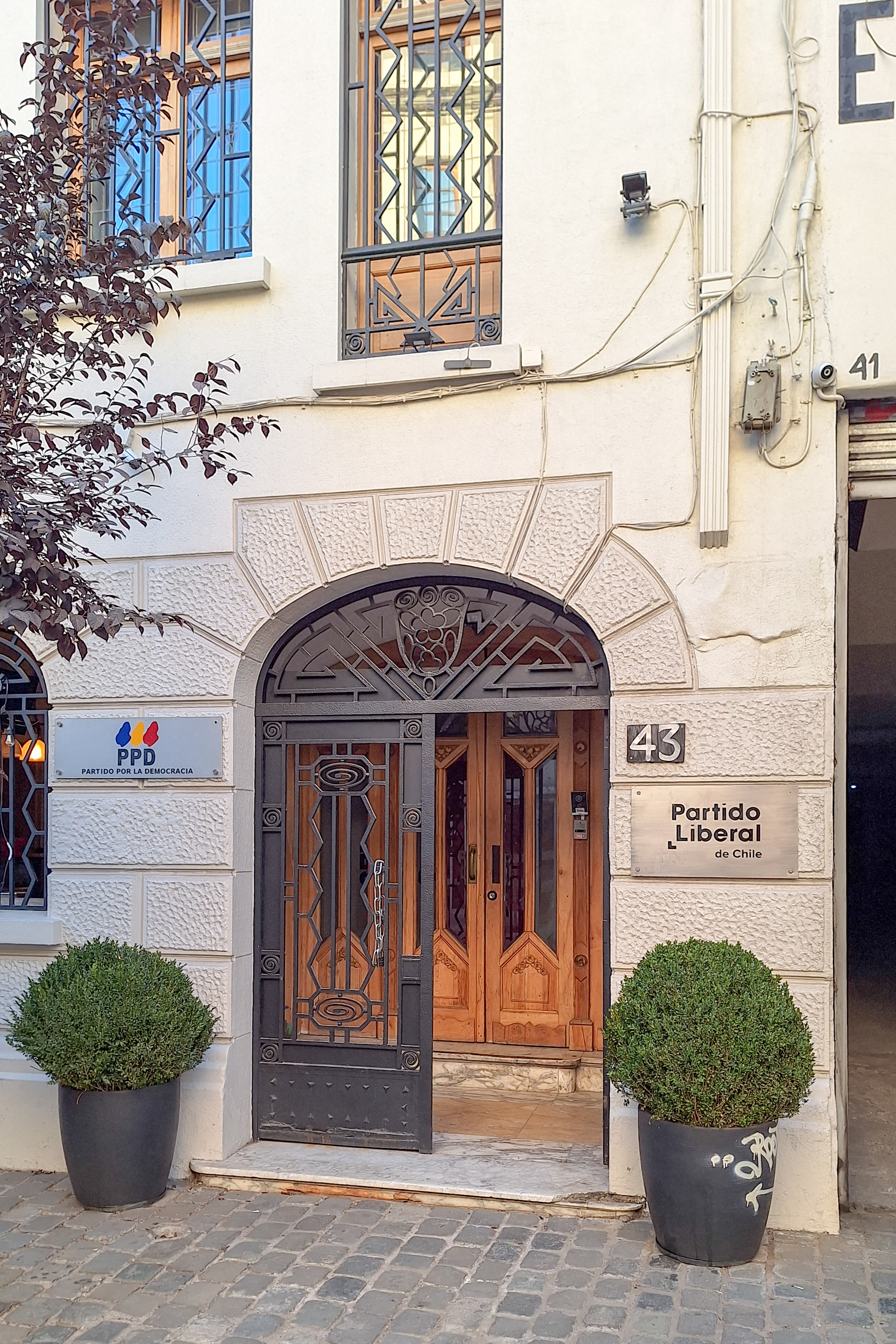
Sede del Partido Liberal de Chile en el Barrio París-Londres, en Santiago.

El partido abraza y hace suyo el pensamiento político liberal igualitario, liberal progresista y socioliberal. En el espectro político nacional se declaran como un partido de centro y centroizquierda, teniendo como principios el laicismo, el federalismo y el ecologismo liberal. Por sus principios y accionar político se define como un movimiento reformista. En el apartado económico abogan por un liberalismo económico, aunque con un corte anti-oligopolios abogando por mercados no concentrados. Mientras que en lo valórico tienen de ideario un liberalismo cultural. Entre sus intelectuales de referencia se han mencionado a John Stuart Mill, Norberto Bobbio y John Rawls, reconociendo proximidad ideológica con la socialdemocracia.

Un movimiento de transformación cultural, animado en la posibilidad de que una sociedad avance armónicamente en libertad e igualdad, sin considerarlos valores contradictorios. Es, por esencia, un pensamiento de progreso, que empuja los límites hacia adelante, además de ser una fuerza abierta y adogmática. En su dimensión humanista, su principal interés es el individuo y su espacio de soberanía individual. Por ello, niega la interferencia del Estado o de terceros en la conciencia de los ciudadanos. Adicionalmente a las libertades individuales, y a diferencia de otros liberalismos, este no niega un ámbito de responsabilidad común que se desprende de la vida en sociedad, de la vida con otros. Abrazamos la esperanza que la libertad del individuo y los intereses de la sociedad en su conjunto pueden ser conciliados e integrados
Vlado Mirosevic.

El partido debe su nombre al objetivo fundante de revivir la tradición del Partido Liberal del siglo XIX en Chile, caracterizado por su laicismo, reformas democráticas y libertad de iniciativa. En particular, reivindican la figura de Francisco Bilbao y el proyecto de la Sociedad de la Igualdad, y han desarrollado vínculos con la Fundación Presidente Balmaceda, institución heredera de la tradición política de José Manuel Balmaceda y el extinto Partido Liberal Democrático. No obstante, no existe continuidad histórica entre el actual partido y otros anteriores de similar nombre, mayoritariamente ubicados en la centro-derecha desde inicios del siglo XX.
Es una de las primeras colectividades de centro-izquierda en Chile en declararse abiertamente contraria a la inmigración irregular. En octubre de 2022 su bancada parlamentaria presentó un proyecto de resolución que busca acelerar deportaciones de migrantes que cometan delitos.
Dentro de contexto internacional, sostiene posiciones políticas similares a las del Partido Demócrata de Estados Unidos y a las del Partido Liberal de Canadá.

## Relaciones internacionales
El Partido Liberal en el aspecto internacional es miembro de la Internacional Liberal, entrando como miembro observador el 2014 y pasando a ser miembro pleno el 2016 durante el 60.º congreso de la internacional en México. Además, el PL declara tener una relación colaborativa con distintos partidos liberales del mundo, como el Radikal Venstre de Dinamarca, el Partido del Centro de Suecia, el Partido Liberal Demócrata (LibDem) de Inglaterra, el Partido Liberal de Canadá y Liberales y Demócratas Flamencos de Bélgica, manteniendo sobre todo una relación estrecha con los partidos neerlandeses D66 y VVD.
A nivel latinoamericano, el partido no cuenta con grandes alianzas debido a que tienen distancia con la interpretación liberal que domina la mayoría de los partidos liberales del subcontinente, debido a que éstos son de corte "conservador y neoliberal" según el Partido Liberal de Chile. Casos aparte son el Partido Liberal Radical Auténtico de Paraguay o el Partido Liberal de Colombia con los cuales el PL tiene un diálogo fecundo por tratarse de partidos socio-liberales.

## Juventud Liberal de Chile

Logotipo de la Juventud Liberal de Chile (2025-presente)

La Juventud Liberal de Chile es la organización política juvenil del Partido Liberal, integrada por militantes y simpatizantes de entre 15 y 29 años. Su fundación fue celebrada con un acto realizado en las dependencias de la Fundación Balmaceda, Think tank liberal que se relaciona con el Partido. Este organismo se configura como sucesora de la Comisión Estudiantil del Partido, no habiendo existido un organismo autónomo juvenil en el pasado debido a la baja edad media de los militantes de este en su fundación.
Su labor se desarrolla entre las y los jóvenes, promoviendo y aplicando los principios y valores del liberalismo, fomentando la participación cívica y política, y contribuyendo al fortalecimiento de la democracia y las libertades individuales en el país.
En el acto fundacional de la Juventud Liberal de Chile se encontraron presentes diversas autoridades ligadas al partido, además de directivas de las Juventudes políticas de los demás partidos de la coalición Socialismo Democrático.
La Juventud Liberal de Chile, hasta la realización de una Convención Nacional de la misma, se regula con dos organismos superiores, la Directiva Nacional y el Tribunal Mayor, que se encarga de interpretar y fallar distintas causas que se susciten en la Juventud respecto de sus Estatutos.
La Juventud Liberal cuenta con dos miembros que poseen cargos de autoridad en sus filas, ambos Concejales: Valentina Segovia Donoso, concejal por la comuna de Graneros (elegida en cupo del Partido Alianza Verde Popular, sumándose al Partido Liberal en 2025); y Pablo Vargas Reyes, concejal por la comuna de Ancud.

## Autoridades electas

### Diputados
| Nombre                       | Región                       | Distrito | Periodo                           | Militancia |
| ---------------------------- | ---------------------------- | -------- | --------------------------------- | ---------- |
| Vlado Mirosevic Verdugo      | Región de Arica y Parinacota | 1        | 2014-2018 / 2018-2022 / 2022-2026 | PL         |
| Luis Malla Valenzuela        | Región de Arica y Parinacota | 1        | 2022-2026                         | PL         |
| Sebastián Videla Castillo    | Región de Antofagasta        | 3        | 2022-2026                         | IND-PL     |
| Viviana Delgado Riquelme     | Región Metropolitana         | 8        | 2022-2026                         | PL         |
| Alejandro Bernales Maldonado | Región de Los Lagos          | 26       | 2018-2022 / 2022-2026             | PL         |

### Consejeros Regionales
| Nombre               | Región                       | Circunscripción   | Periodo   | Militancia |
| -------------------- | ---------------------------- | ----------------- | --------- | ---------- |
| Óscar Pantoja Rivera | Región de Arica y Parinacota | Arica y Camarones | 2024-2028 | PL         |

### Alcaldes
| Nombre                  | Región                           | Comuna        | Periodo              |
| ----------------------- | -------------------------------- | ------------- | -------------------- |
| Jonathan Opazo Carrasco | Región Metropolitana de Santiago | Lampa (Chile) | 2024-2028 (reelecto) |

### Concejales
| Nombre                      | Región                                           | Comuna              | Periodo              | Militancia               |
| --------------------------- | ------------------------------------------------ | ------------------- | -------------------- | ------------------------ |
| Maximiliano Manríquez Pérez | Región de Arica y Parinacota                     | Arica               | 2024-2028            | IND-PL                   |
| Carlos Vilca Valdez         | Región de Arica y Parinacota                     | Camarones           | 2024-2028 (reelecto) | IND-PL                   |
| Roxana Vigueras Cherres     | Región de Tarapacá                               | Iquique             | 2024-2028            | PL                       |
| Claudia Villar Ahumada      | Región de Valparaíso                             | Catemu              | 2024-2028            | PL                       |
| Elisa Kaelin Tello          | Región Metropolitana                             | Huechuraba          | 2024-2028            | IND-PL                   |
| Guillermo Moreno Barrios    | Región Metropolitana                             | La Granja           | 2024-2028            | PL                       |
| Ignacio Arias Díaz          | Región Metropolitana                             | Padre Hurtado       | 2024-2028            | IND-PL                   |
| Carlos Contreras Fuentes    | Región Metropolitana                             | Pedro Aguirre Cerda | 2024-2028            | IND-PL                   |
| Alexandra Arancibia Olea    | Región Metropolitana                             | Quilicura           | 2024-2028            | PL                       |
| Valentina Segovia Donoso    | Región del Libertador General Bernardo O'Higgins | Graneros            | 2024-2028            | PL (electa en cupo PAVP) |
| Pedro Parra Montecinos      | Región de Ñuble                                  | Ninhue              | 2024-2028            | IND-PL                   |
| Valeria Vargas Díaz         | Región del Biobío                                | Talcahuano          | 2024-2028            | IND-PL                   |
| Marcos Colicoi Berna        | Región de La Araucanía                           | Freire              | 2024-2028            | IND-PL                   |
| Matías Cutiño Spuler        | Región de La Araucanía                           | Loncoche            | 2024-2028            | IND-PL                   |
| Evaristo Curical Ñanco      | Región de La Araucanía                           | Lonquimay           | 2024-2028            | IND-PL                   |
| Juan Constanzo Matamala     | Región de La Araucanía                           | Nueva Imperial      | 2024-2028            | IND-PL                   |
| Daniela Rivera Riquelme     | Región de La Araucanía                           | Pitrufquén          | 2024-2028            | IND-PL                   |
| Iván Luengo Castillo        | Región de La Araucanía                           | Traiguén            | 2024-2028            | IND-PL                   |
| Denisse Dufey Cerda         | Región de La Araucanía                           | Victoria            | 2024-2028            | IND-PL                   |
| Pablo Vargas Reyes          | Región de Los Lagos                              | Ancud               | 2024-2028            | PL                       |
| Natali Guissen Ibarra       | Región de Los Lagos                              | Osorno              | 2024-2028            | IND-PL                   |

## Resultados electorales

### Elecciones parlamentarias
|  | 0,27 % |

|  | 0,78 % |

|  | 1,73 % |

|  | 1,52 % |

|  | 0,60 % |

Fuentes: Ministerio del Interior y TRICEL.

### Elecciones municipales
|  | 0,27 % |

|  | 0,12 % |

|  | 0,33 % |

|  | 0,55 % |

|  | 0,26 % |

|  | 1,93 % |

### Elecciones de consejeros regionales
|  | 0,09 % |

|  | 0,34 % |

|  | 0,15 % |

|  | 0,55 % |

### Elecciones de convencionales constituyentes
| Elección | Votos  | % de votos      | Escaños |
| -------- | ------ | --------------- | ------- |
| 2021     | 71 219 | \| \| 1,25 % \| | 3/155   |
|          | 1,25 % |                 |         |

### Elecciones de consejeros constitucionales
| Elección | Votos   | % de votos      | Escaños |
| -------- | ------- | --------------- | ------- |
| 2023     | 114 747 | \| \| 1,17 % \| | 0/50    |
|          | 1,17 %  |                 |         |

## Directiva
La actual directiva está encabezada por Juan Carlos Urzúa, presidente del partido.
| Presidente                       | Juan Carlos Urzúa |
| Secretaria general               | Anahís Castañeda  |
| Vicepresidente político          | Jaime Rojas       |
| Vicepresidenta de la mujer       | Nicole Troncoso   |
| Vicepresidente de comunicaciones | Bartolomé Reus    |
| Tesorero                         | Cynthia Vivallo   |

### Presidentes
| Titular           | Retrato | Inicio | Fin      | Otros cargos                                    |
| ----------------- | ------- | ------ | -------- | ----------------------------------------------- |
| Vlado Mirosevic   |         | 2013   | 2016     | Diputado por Arica y Parinacota (2014-presente) |
| Luis Felipe Ramos |         | 2016   | 2021     | Subsecretario de Energía (2023-presente)        |
| Patricio Morales  |         | 2021   | 2023     | Embajador de Chile en Uruguay (2024-presente)   |
| Juan Carlos Urzúa |         | 2023   | Presente |                                                 |

## Logotipos oficiales
|           |
| 2013-2017 |

|               |
| 2017-presente |